# Distintivo de Voo do Fronte da Luftwaffe
O Distintivo de Voo do Fronte da Luftwaffe (em alemão: Frontflugspange) foi uma condecoração militar criada pela Alemanha no dia 30 de janeiro de 1941, sendo agraciada pelo número de operações de voo que o piloto da Luftwaffe realizava. Os Distintivos de Voo do Fronte foram emitidos para missões concluídas nas seguintes aeronaves da Luftwaffe:
- Caças diurnos
- Caças noturnos
- Caças noturnos de longo alcance
- Caças pesados
- Caças de apoio ar-terra
- Bombardeiros
- Reconhecimento
- Transporte e planador

## Critérios para qualificação
- em Bronze: 20 missões[3]
- em Prata: 60 missões[3]
- em Ouro: 110 missões[3]

Flâmula para o Distintivo de Voo do Fronte em Ouro
- Caças diurnos e unidades de transporte: 500 missões[4]
- Caças de apoio ar-terra: 400 missões[4]
- Bombardeiros, Resgate Aéreo Marítimo e Reconhecimento Meteorológico: 300 missões[4]
- Reconhecimento e caças noturnos: 250 missões[4]